# 行橋市
行橋市（日语：／ Yukuhashi shi */?）是位于日本福岡縣東部的一個城市。
在與築上町接鄰的地區，有航空自衛隊的築城基地。

## 人口
| 行橋市人口變化 \| 1970年 \| 47,843人 \| \| \| 1975年 \| 53,750人 \| \| \| 1980年 \| 61,838人 \| \| \| 1985年 \| 65,527人 \| \| \| 1990年 \| 65,711人 \| \| \| 1995年 \| 67,833人 \| \| \| 2000年 \| 69,737人 \| \| \| 2005年 \| 70,070人 \| \| \| 2010年 \| 70,468人 \| \| \| 2015年 \| 70,586人 \| \| \| 2020年 \| 71,426人 \| \| |          |  |
| 資料來源：日本總務省統計中心提供之人口普查數據 |          |  |
| 1970年 | 47,843人 |  |
| 1975年 | 53,750人 |  |
| 1980年 | 61,838人 |  |
| 1985年 | 65,527人 |  |
| 1990年 | 65,711人 |  |
| 1995年 | 67,833人 |  |
| 2000年 | 69,737人 |  |
| 2005年 | 70,070人 |  |
| 2010年 | 70,468人 |  |
| 2015年 | 70,586人 |  |
| 2020年 | 71,426人 |  |

## 歷史
由於最初是在1889年由行事村、大橋村、宮市村三村合併而成，故以當時參與合併的行事村的「行」與大橋村的「橋」，產生合併後的新名稱「行橋」。

### 年表
- 1889年4月1日：實施町村制，現在的轄區在當時分屬：
  - 京都郡：行橋町、椿市村、稗田村、延永村。
  - 仲津郡：蓑島村、今元村、仲津村、泉村、今川村、祓鄉村。
- 1896年2月26日：仲津郡被併入京都郡。
- 1954年10月10日：行橋町、蓑島村、今元村、仲津村、泉村、椿市村、今川村、稗田村、延永村合併為行橋市。[1]
- 1955年3月1日：祓鄉村被廢除，部分地區被併入行橋市。

### 變遷表
| 1889年以前          | 1889年4月1日    | 1889年 - 1912年              | 1889年 - 1912年              | 1912年 - 1944年              | 1945年 - 1954年              | 1955年 - 1989年          | 1989年 - 現在        | 現在                |
| ------------------- | --------------- | ---------------------------- | ---------------------------- | ---------------------------- | ---------------------------- | ------------------------ | -------------------- | ------------------- |
|                     | 行橋町          | 行橋町                       | 行橋町                       | 行橋町                       | 1954年10月10日 行橋市        | 1954年10月10日 行橋市    | 行橋市               | 行橋市              |
|                     | 延永村          |                              |                              |                              | 1954年10月10日 行橋市        | 1954年10月10日 行橋市    | 行橋市               | 行橋市              |
|                     | 椿市村          |                              |                              |                              | 1954年10月10日 行橋市        | 1954年10月10日 行橋市    | 行橋市               | 行橋市              |
|                     | 稗田村          |                              |                              |                              | 1954年10月10日 行橋市        | 1954年10月10日 行橋市    | 行橋市               | 行橋市              |
|                     | 仲津郡 今川村   | 1896年2月26日 京都郡今川村   | 1896年2月26日 京都郡今川村   | 1896年2月26日 京都郡今川村   | 1954年10月10日 行橋市        | 1954年10月10日 行橋市    | 行橋市               | 行橋市              |
|                     | 仲津郡 泉村     | 1896年2月26日 京都郡泉村     | 1896年2月26日 京都郡泉村     | 1896年2月26日 京都郡泉村     | 1954年10月10日 行橋市        | 1954年10月10日 行橋市    | 行橋市               | 行橋市              |
|                     | 仲津郡 今元村   | 1896年2月26日 京都郡今元村   | 1896年2月26日 京都郡今元村   | 1896年2月26日 京都郡今元村   | 1954年10月10日 行橋市        | 1954年10月10日 行橋市    | 行橋市               | 行橋市              |
|                     | 仲津郡 仲津村   | 1896年2月26日 京都郡仲津村   | 1896年2月26日 京都郡仲津村   | 1896年2月26日 京都郡仲津村   | 1954年10月10日 行橋市        | 1954年10月10日 行橋市    | 行橋市               | 行橋市              |
|                     | 仲津郡 蓑島村   | 1896年2月26日 京都郡蓑島村   | 1896年2月26日 京都郡蓑島村   | 1896年2月26日 京都郡蓑島村   | 1954年10月10日 行橋市        | 1954年10月10日 行橋市    | 行橋市               | 行橋市              |
|                     | 仲津郡 祓鄉村   | 1896年2月26日 京都郡祓鄉村   | 1896年2月26日 京都郡祓鄉村   | 1896年2月26日 京都郡祓鄉村   | 1896年2月26日 京都郡祓鄉村   | 1955年3月1日 併入行橋市  | 行橋市               | 行橋市              |
| 1955年3月1日 豐津町 | 仲津郡 祓鄉村   | 1896年2月26日 京都郡祓鄉村   | 1896年2月26日 京都郡祓鄉村   | 1896年2月26日 京都郡祓鄉村   | 1896年2月26日 京都郡祓鄉村   | 2006年3月20日 京都町     | 2006年3月20日 京都町 |                     |
|                     | 仲津郡 豐津村   | 1896年2月26日 京都郡豐津村   | 1896年2月26日 京都郡豐津村   | 1943年4月1日 豐津村          | 1943年4月1日 豐津村          | 2006年3月20日 京都町     | 2006年3月20日 京都町 | 1955年3月1日 豊津町 |
|                     | 仲津郡 節丸村   | 1896年2月26日 京都郡節丸村   | 1896年2月26日 京都郡節丸村   | 1943年4月1日 豐津村          | 1943年4月1日 豐津村          | 2006年3月20日 京都町     | 2006年3月20日 京都町 | 1955年3月1日 豊津町 |
|                     | 仲津郡 東犀川村 | 1896年2月26日 京都郡東犀川村 | 1905年1月1日 犀川村          | 1943年2月11日 犀川町         | 1943年2月11日 犀川町         | 1943年2月11日 犀川町     | 2006年3月20日 京都町 |                     |
|                     | 仲津郡 西犀川村 | 1896年2月26日 京都郡西犀川村 | 1905年1月1日 犀川村          | 1943年2月11日 犀川町         | 1943年2月11日 犀川町         | 1943年2月11日 犀川町     | 2006年3月20日 京都町 |                     |
|                     | 仲津郡 南犀川村 | 1896年2月26日 京都郡南犀川村 | 1905年1月1日 犀川村          | 1943年2月11日 犀川町         | 1943年2月11日 犀川町         | 1943年2月11日 犀川町     | 2006年3月20日 京都町 |                     |
|                     | 仲津郡 城井村   | 1896年2月26日 京都郡城井村   | 1896年2月26日 京都郡城井村   | 1896年2月26日 京都郡城井村   | 1896年2月26日 京都郡城井村   | 1956年9月30日 併入犀川町 | 2006年3月20日 京都町 |                     |
|                     | 仲津郡 伊良原村 | 1896年2月26日 京都郡伊良原村 | 1896年2月26日 京都郡伊良原村 | 1896年2月26日 京都郡伊良原村 | 1896年2月26日 京都郡伊良原村 | 1956年9月30日 併入犀川町 | 2006年3月20日 京都町 |                     |
|                     | 諌山村          | 諌山村                       | 諌山村                       | 諌山村                       | 諌山村                       | 1955年3月1日 勝山町      | 2006年3月20日 京都町 |                     |
|                     | 黑田村          |                              |                              |                              |                              | 1955年3月1日 勝山町      | 2006年3月20日 京都町 |                     |
|                     | 久保村          |                              |                              |                              |                              | 1955年3月1日 勝山町      | 2006年3月20日 京都町 |                     |

## 行政

### 歴任市長
| 任    | 姓名     | 上任年月日     | 卸任年月日    |
| ----- | -------- | -------------- | ------------- |
| 1-3   | 末松實藏 | 1954年10月20日 | 1966年3月13日 |
| 4-6   | 金子忠   | 1966年4月25日  | 1976年5月13日 |
| 7-10  | 堀助男   | 1976年6月27日  | 1990年2月20日 |
| 11-13 | 柏木武美 | 1990年3月18日  | 2002年3月17日 |
| 14-15 | 八並康一 | 2002年3月18日  | 現任          |

## 交通

### 鐵路
- 九州旅客鐵道
  - 日豐本線：行橋車站 - 南行橋車站 - 新田原車站
- 平成筑豐鐵道
  - 田川線：行橋車站 - 美夜古泉車站 - 今川河童車站 - 豐津車站

|  |  |

### 道路
高速道路
- 東九州自動車道：行橋交流道 - 行橋休息區

## 教育
專門學校
- 京都看護專門學校

高等學校
- 福岡縣立京都高等學校（日语：福岡県立京都高等学校）
- 福岡縣立行橋高等學校（日语：福岡県立行橋高等学校）

中學校
- 行橋市立行橋中學校
- 行橋市立泉中學校
- 行橋市立今元中學校
- 行橋市立中京中學校
- 行橋市立長峽中學校
- 行橋市立仲津中學校

小学校
| - 行橋市立行橋小學校 - 行橋市立行橋南小學校 - 行橋市立行橋北小學校 - 行橋市立今元小學校 | - 行橋市立泉小學校 - 行橋市立今川小學校 - 行橋市立延永小學校 - 行橋市立椿市小學校 | - 行橋市立仲津小學校 - 行橋市立蓑島小學校 - 行橋市立稗田小學校 |

## 本地出身之人
- 末松謙澄：政治家
- 田中久美：歌手
- 竹下欣伸：作編曲家
- 山本幸三：日本眾議院議員
- 江種辰明：柔道選手

## 外部連結
- （日語） 行橋商工會議所 （页面存档备份，存于）